# Бедуцо-Ла Страда (Парма)
Бедуцо-Ла Страда је насеље у Италији у округу Парма, региону Емилија-Ромања.
Према процени из 2011. у насељу је живело 86 становника. Насеље се налази на надморској висини од 467 м.